# Gad Guard
Gad Guard (яп. ガドガード Защитник Гэд) — японский аниме-сериал, созданный студией Gonzo. Впервые 26 эпизодов транслировались по каналу Fuji Television с 17 мая по 25 декабря 2003 года. Сериал был лицензирован на территории США компанией Geneon Entertainment и транслировался по каналу Anime Unleashed в 2005 году.

## Сюжет
Действие происходит в XXIII/XXIV веке. Люди истощили все земные ресурсы и человеческая цивилизация пришла в упадок. В настоящее время человечество живёт в разных «секциях». Мальчик по имени Хадзики Санада живёт со своей матерью и сестрой в секции Блу, в Найт-Таун (ночной город). В нём после полуночи отключается электричество из-за недостатка электроэнергии. Однажды мальчику обращается клиент и просит перевезти необычный груз, обозначенный как «GAD». Механизмы, заключённые в ящик способны преобразовываться, реагируя на органическое существо. Так Хадзики достаётся один такой механизм и он преобразовывается в гигантского робота. Так многие люди стали добывать себе техноды и преобразовывать их в механических человекообразных роботов. Однако нашлись и те, кто роботов добыл для своих корыстных целей.

## Уровни Города
Город, где главное действие происходит, находится в секции «Блу». Сам город разделён на 3 уровня.
Золотой город — самый благополучный уровень. Здесь обитают самые зажиточные и богатые жители города. Они живут в роскоши и держат под контролем поставку электричества по всему городу. Именно в Золотом городе живут герои сериала — Такуми Кисараги и Айко Мари Гармония.
Дневной город — здесь обитают жители среднего класса. Достаточно благополучный и чистый уровень, хотя не такой, как золотой уровень. Здесь работает всегда электричество и проведён водопровод. Также хорошо развит метрополитен.
Ночной город — самый бедный и крупнейший уровень города. Здесь очень грязно и сыро. Очень много людей голодает. Уровень преступности крайне высокий, из-за того, что после полуночи электричество выключают. Если что-нибудь оставить снаружи, то найти это снова почти невозможно. Многие дети посещают школы при церквях и учатся смирению, чтобы облегчить свою тяжёлую участь. В нём живёт абсолютное большинство персонажей, в том числе и главный герой Хадзики Санада.

## Список персонажей
Хадзики Санада (яп. 真田 ハジキ) — Главный герой сериала. Будучи старшим ребёнком и единственным сыном в семье Санада, работает курьером в отделении доставки Хатидзуки. Он часто прогуливает школу, катается на скейтборде или мопеде и хулиганит вместе со своими друзьями. Его мать овдовела, когда его отец — астронавт, погиб в результате несчастного случая при запуске корабля в космос. Теперь Хадзики работает не покладая рук, чтобы помочь матери и своей сестре. Его робот был назван в честь самолёта отца — Молния. Он очень быстро передвигается и приспособлен для ближнего боя. Также двигатели на ногах позволяют роботу передвигаться на огромной скорости.
Сэйю: Кэнъити Судзумура
Катана (яп. カタナ) — Главный антагонист сериала. Как правило всё время соперничает с Хадзики. Хотя время от времени может становится союзником. Он очень холодный и жестокий. Предпочитает жить в одиночестве и не имеет друзей. Хотя позже у него появляется сильная привязанность к Саюри. Его семья погибла во время кораблекрушения. Катана не интересуется практически ничем, кроме денег и продвижения по криминальной лестнице. Мечтает господствовать над Ночным городом. Причиной соперничества с Хадзики стало разрушение вторым металлического оператора, который создал Катана. В последующих сериях он сражается с Хадзики, чтобы самоутвердиться. Его робот Дзэро очень многое значит для Катаны. Похож на чёрный скелет. Стреляет пулемётом из левой руки. Во время сражения Катана не жалеет робота из-за чего он нередко ломается от перегрузки.
Сэйю: Дзюнъити Сувабэ
Такуми Кисараги (яп. 如月 タクミ) — богатый мальчик из Золотого города. Помешан на правосудии. Его родители ещё в детстве оставили его с огромным наследством и теперь он с помощью робота раскрывает преступления и наказает злодеев, потому что как он считает, хочет сделать что-то хорошее для общества. Такуми очень вспыльчивый и вымещает свою злобу на людей, в конечном итоге вляпывается в плохие ситуации. Соперничает с Катаной и видит в нём свою абсолютную противоположность.
Сэйю: Юко Сато
Араси Синодзука (яп. 篠塚 アラシ) — Дочь знаменитого мастера боевых искусств. Родом из Золотого города. Она сбежала в Ночной город и стала ходить в ту же католическую школу, что и Хадзики и его друзья. Она сбежала из дома из-за чувства что никогда не сможет выполнить ожидания отца. Так как он хотел иметь сына, но разочаровавшись, что родилась девочка, дал ей мужское имя. Сначала ей было тяжело привыкнуть к жизни бедных. Так например почти сразу после прибытия у неё украли все вещи. Вскоре она подружилась с мальчиками из школы. Чтобы прокормить себя, работает в качестве работника, которые клеят рекламные щиты. Позже она влюбляется в Хадзики но он игнорирует её вначале. Поначалу она раздражает его, но позже Хадзики привыкает к ней и нормально относится, даже если её идеалистические взгляды не всегда совпадают с его. К концу сериала Хадзики и Араси признаются друг другу в любви и поцеловались. Её робот — Хаятэ способен летать и благодаря этому она часто спасает людей. Однако робот не имеет специальных функций для боевых действий и вооружённых конфликтов.
Сэйю: Фумико Орикаса
Айко Мари Гармония (яп. アイコ・マリー・ハーモニー) — Приёмная дочь бизнесмена Ларри Хармони. Будучи единственным ребёнком в богатой и довольно известной семье она постоянно находится под давлением своего отца, который считает, что Айко станет единственной наследницей его компании. Айко живёт в золотом городе, однако не испорчена роскошью, в которой она живёт. Однако у неё очень идеалистический характер, за что ей сложно найти общий язык с другими людьми. Часто выступает в роли миротворца, когда между героями развязываются конфликты.
Сэйю: Масаё Курата
Саюри (яп. サユリ) — Это маленькая девочка-робот появилась из ниоткуда тот день, когда появился Дзэро. Она начинает следовать за Катаной, утверждая, что он её новый друг. Сначала он игнорировал её, но потом сам привязывается к ней. Она постоянно напоминает Катане, что он должен стать добрым и подружится с Хадзики.
Сэйю: Юри Иихата